# Phân bộ Diệc
Phân bộ Diệc (danh pháp khoa học: Ardei) là một phân bộ chim thuộc bộ Bồ nông (Pelecaniformes), bao gồm các họ Ardeidae (diệc, vạc và họ hàng) và Threskiornithidae (cò quăm và cò thìa). Ban đầu, các loài thuộc phân bộ này được xếp trong bộ Ciconiiformes cùng với các họ Ciconiidae (hạc), Phoenicopteridae (hồng hạc), Scopidae (cò đầu búa), Balaenicipitidae (cò mỏ giày) và Cathartidae (kền kền và thần ưng Tân thế giới). Tuy nhiên, một số nghiên cứu xương học nghi ngờ về tính đơn ngành của Ciconiiformes, và cho rằng hai họ thuộc phân bộ này có nguồn gốc từ tổ tiên các loài dạng sếu. Trong đó, họ Threskiornithidae được chuyển sang bộ Charadriiformes. Các nghiên cứu bộ gen gần đây cho thấy rõ bản chất phi đơn ngành của Ciconiiformes và quan hệ họ hàng gần của Threskiornithidae, Ardeidae, Scopidae và Balaenicipitidae với Pelecanidae (bồ nông).
Mối quan hệ chính xác giữa Ardeidae, Threskiornithidae và phân bộ Pelecani vẫn đang được nghiên cứu với hai giả thuyết. Một giả thuyết cho rằng Ardeidae và Threskiornithidae là đơn vị phân loại chị em của nhau trong phân bộ Ardei (như trong bài viết này). Giả thuyết khác thì cho rằng Ardeidae là đơn vị phân loại chị em với nhánh Pelecani, còn Threskiornithidae là nhánh cơ sở nhất của bộ. Giả thuyết này có từ một số hình thái và các biểu hiện sớm nhất của các loài thuộc bộ Bồ nông không phải Threskiornithidae trong các trầm tích Oligocene ở châu Phi, trong khi các loài thuộc họ Threskiornithidae được tìm thấy trong các trầm tích Eocene ở Bắc Mỹ và châu Âu.